# Newsham-Nunatak
Der Newsham-Nunatak ist ein 614 m hoher und isolierter Nunatak im Norden des Grahamlands auf der Antarktischen Halbinsel. Auf der Trinity-Halbinsel ragt er zwischen dem Stepup Col und dem Kain-Nunatak auf. Er ist T-förmig und nimmt eine Grundfläche von 700 m mal 700 m ein.
Das UK Antarctic Place-Names Committee benannte ihn 2015. Namensgeber ist der Bodenökologe Kevin Nesham vom British Antarctic Survey, der im Januar 2008 in diesem Gebiet Untersuchungen durchgeführt hatte.